# Changgwang-Straße
Koordinaten: 39° 1′ 4″ N, 125° 44′ 21″ O
Die Changgwang-Straße (auch Changwang-Straße) ist eine Straße in der nordkoreanischen Hauptstadt Pjöngjang.

## Geschichte
Der Vorgänger der Changgwang-Straße trug den Namen Ryunhwanson-Straße und existierte bereits als Korea unter japanischer Herrschaft stand. Sie wurde – wie fast die ganze Stadt – im Koreakrieg zerstört.
Nach dem Krieg wurden eiligst neue Gebäude mitsamt entsprechender Infrastruktur errichtet. Durch die schnelle Erbauung gab es zahlreiche Probleme mit dem Abwasser, der Elektrizität und der Heizung. Überraschenderweise gab die Partei der Arbeit Koreas (PdAK) Fehler in der Bauausführung zu, was bis heute in Nordkorea eine Seltenheit ist. Kim Il-sung sprach sich 1964 für einen Totalabriss und Neubau aus. Jedoch sollte es erst 1979 Kim Jong-il das Versprechen umsetzen. 1980 begannen die Arbeiten, welche bis 1985 abgeschlossen wurden. Durch den Oberleitungsbus Pjöngjang ist sie an das ÖPNV-Netz der Stadt angebunden.

## Verlauf
Mittels der Changgwang-Straße werden der Hauptbahnhof Pjöngjang und das Pothong-Tor verbunden. Um dieses befindet sich ein Kreisverkehr, der u. a. an die Chollima-Straße angeschlossen ist. An ihr befinden sich viele wichtige Einrichtungen des Staates (und somit viele Sicherheitseinrichtungen) sowie Wohnungen, Hotels und Museen. Ihr kommt somit eine hohe Bedeutung zu. Weiterhin wird sie gelegentlich als Prachtstraße bezeichnet. Die Straße befindet sich im Stadtbezirk Chung-guyŏk.

## Anliegende Objekte

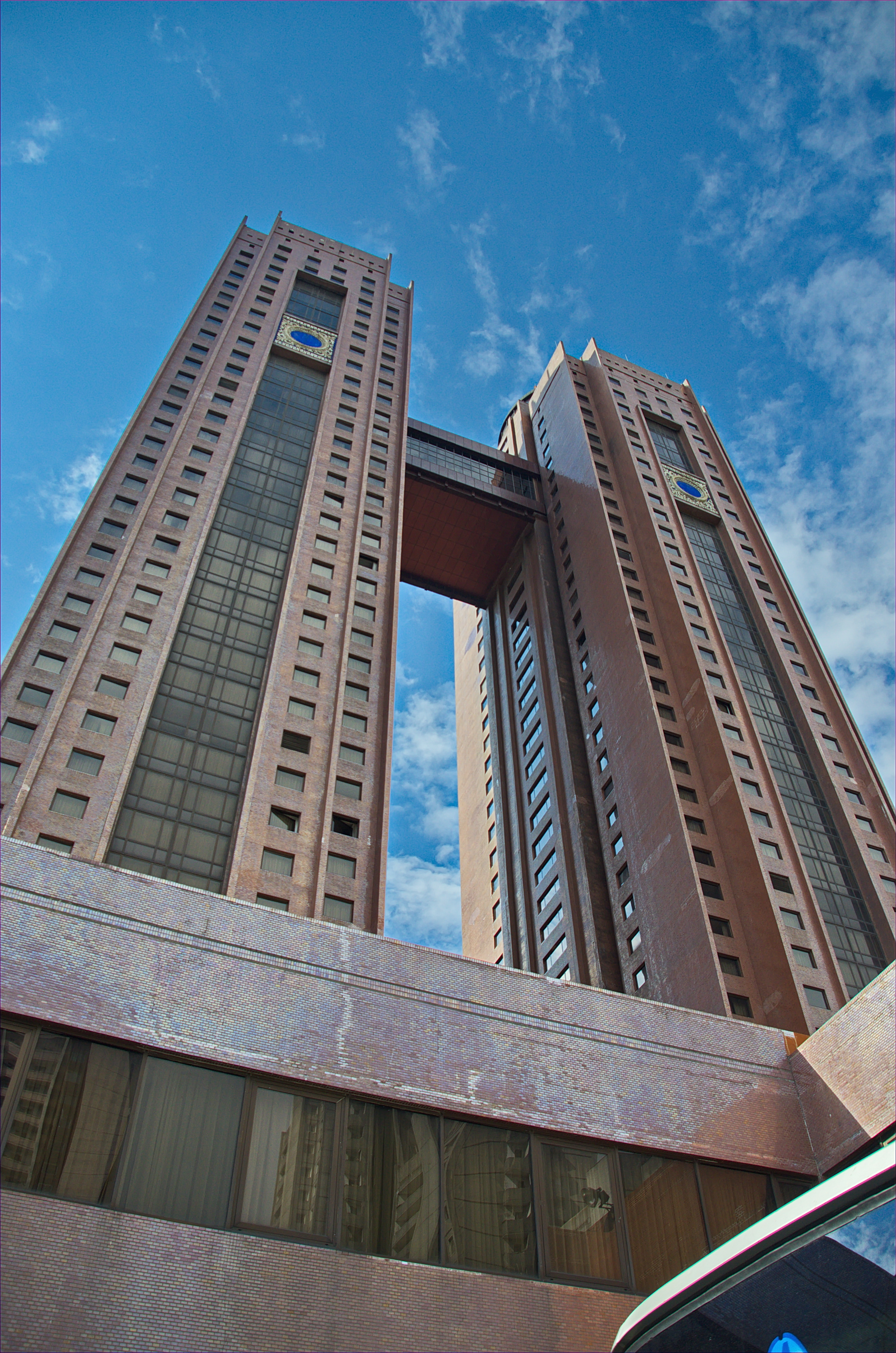
Das Koryŏ-Hot’el ist mit einer Höhe von 143 m eines der höchsten Gebäude in Pjöngjang

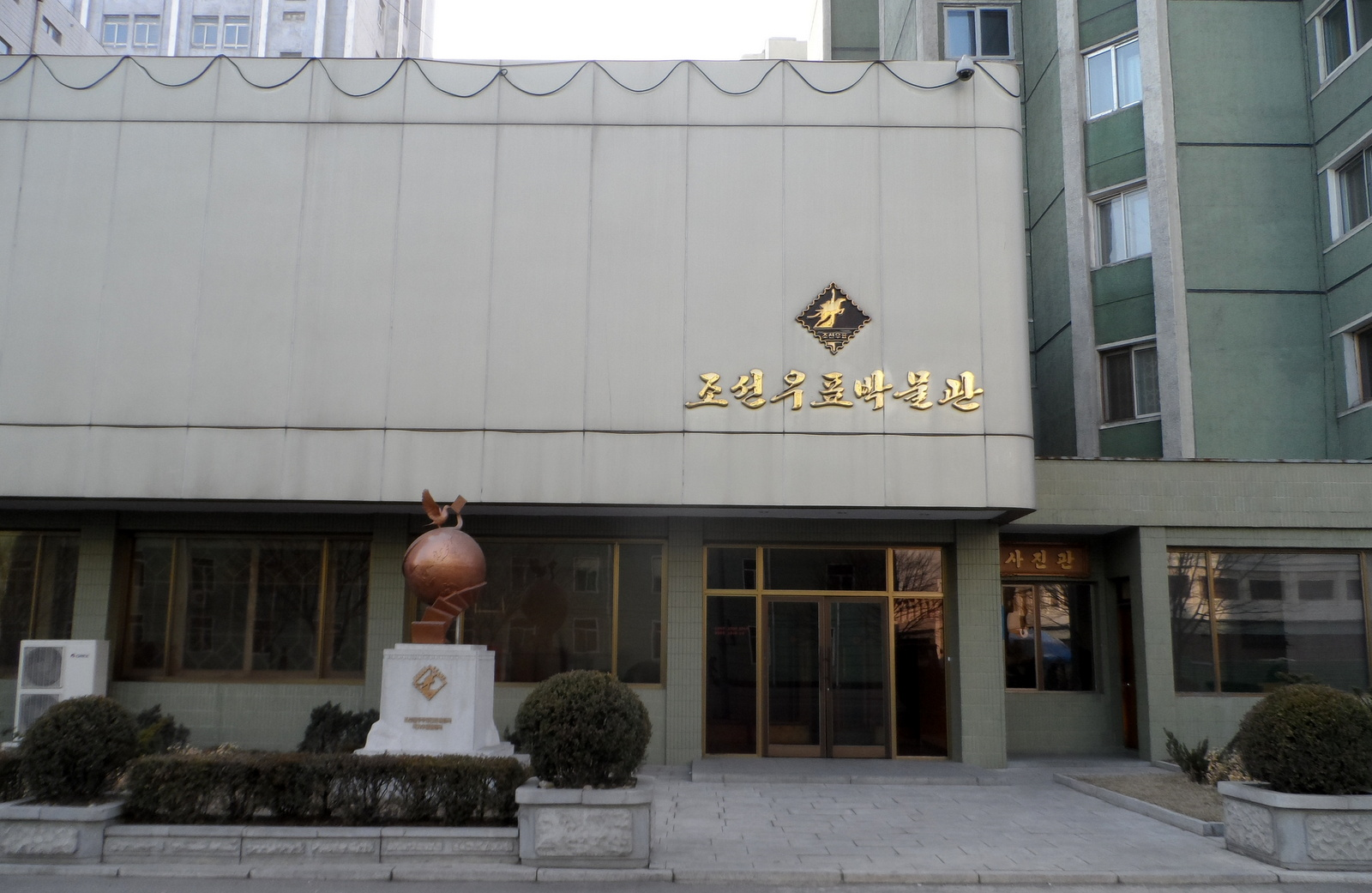
Im April 2012 wurde das Briefmarkenmuseum umfassend renoviert

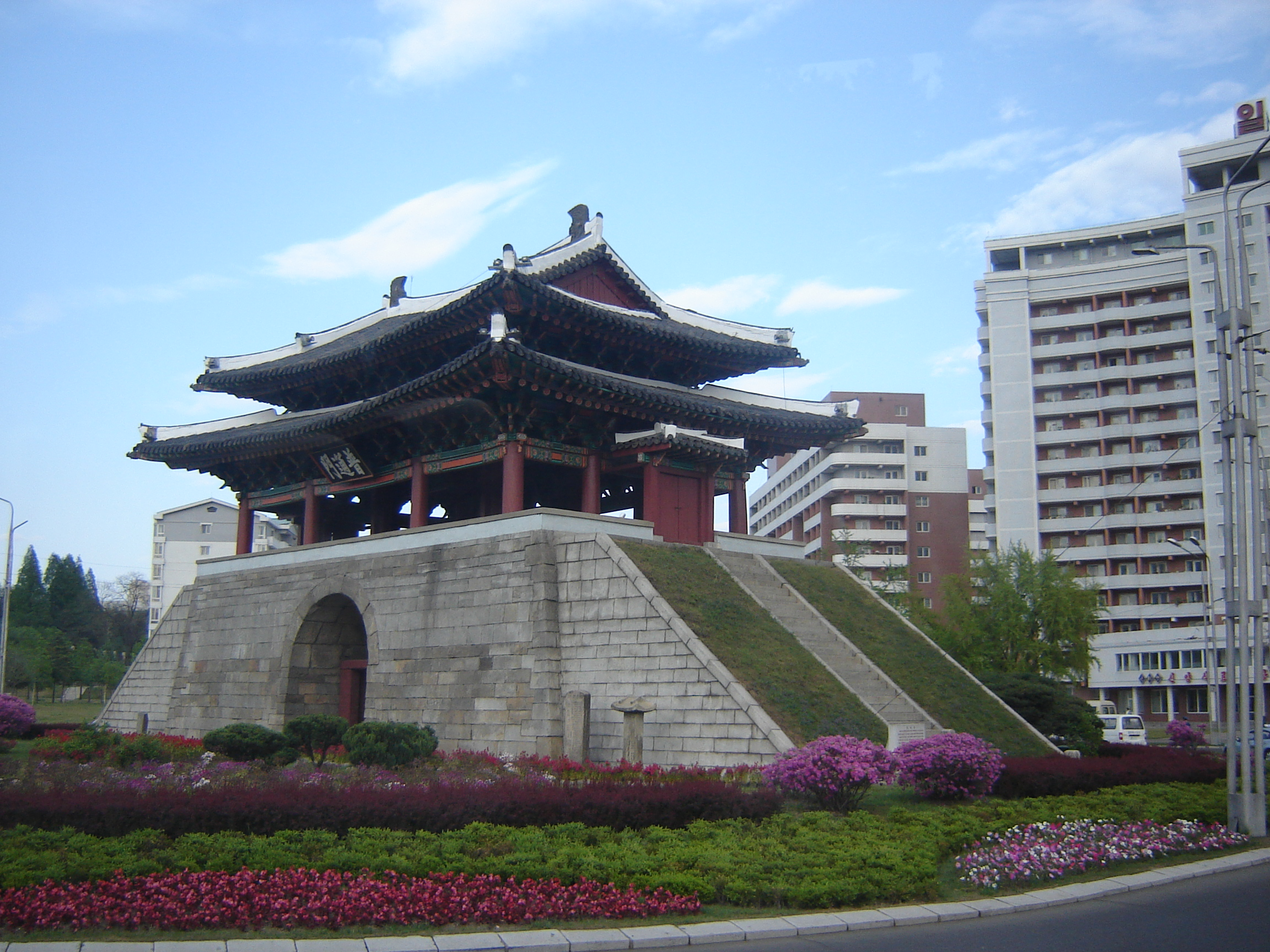
Am Ende der Changgwang-Straße befindet sich das Pothong-Tor

Die Wohnhäuser wurden zumeist als 18- bis 20-geschossige Plattenbauten errichtet.

### Einkaufszentren
- Changgwang Department Store
- Pothonggang Department Store
- Yokjon Department Store (nicht für Ausländer zugänglich)

### Gastronomie
- bis zu 30 Restaurants[3][4]

### Hotels
- Koryŏ Hot’el
- Yŏnggwang Hot’el (Bauarbeiten seit 2013 unterbrochen)

### Museen
- Briefmarkenmuseum Koreas

### Staatliche Einrichtungen
- Banketthallen Nr. 7, 8 und 9
- „Büro 36“ und „Büro 39“
- Changgwang-Haus
- Gebäudekomplex des Zentralkomitees der Partei der Arbeit Koreas (PdAK)
- Hauptquartier des Ministeriums für Propaganda and Agitation (versorgt u. a. das Staatsfernsehen KCTV mit Informationen)
- Hauptquartier des Sekretariats für Organisation, Beratung und Allgemeine Angelegenheiten der PdAK
- Institut für die Parteigeschichte der PdAK
- Zentraler Prüfungsausschuss der PdAK

### Sehenswürdigkeiten
- Pothong-Tor

### Weitere Gebäude
- Changgwang-Gesundheitszentrum[2]